# Manor Solomon
Manor Solomon (hebrejsky מנור סולומון‎; * 24. července 1999 Kfar Saba, Izrael) je izraelský profesionální fotbalista, který hraje jako ofenzivní záložník nebo křídelník za anglický klub Tottenham Hotspur FC a izraelskou reprezentaci.

## Klubová kariéra

### Maccabi Petah Tikva
Dne 26. listopadu 2016 debutoval jako sedmnáctiletý za izraelský prvoligový klub Maccabi Petah Tikva v 54. minutě jako střídající hráč v zápase proti klubu Hapoel Haifa, který skončil prohrou jeho týmu 1:2. Dne 28. ledna 2017 vstřelil svůj první gól v izraelské první lize proti Bnei Yehuda Tel Aviv v domácím zápase, který skončil výhrou jeho týmu 2:0.

### Šachtar Doněck
Dne 11. ledna 2019 ukrajinský Šachtar Doněck podepsal smlouvu s devatenáctiletým Salomonem za počáteční částku 6 milionů eur, což byla v té době pátá nejvyšší přestupová částka za izraelského fotbalistu.
Dne 1. října 2019 vstřelil svůj první gól v Lize mistrů UEFA, když v posledních minutách zápasu proti Atalantě, který skončil vítězstvím jeho týmu 2:1, skóroval. Ve věku 20 let se tak stal nejmladším izraelským fotbalistou, který kdy skóroval v Lize mistrů.
Dne 26. listopadu 2019 vstřelil poslední gól ve venkovním zápase Ligy mistrů proti Manchesteru City a pomohl Šachtaru k remíze 1:1.
Dne 21. října vstřelil za Šachtar třetí gól v zápase Ligy mistrů 2020/21 proti Realu Madrid, který jeho tým vyhrál 3:2.
Dne 1. prosince 2020 vstřelil poslední gól v domácím zápase Ligy mistrů proti Realu Madrid a pomohl Šachtaru k výhře 2:0.
První i druhý dvougólový zápas zaznamenal 14. března 2021 v utkání Premjer-ligy proti klubu Desna Černihiv, které skončilo domácím vítězstvím 4:0, a 21. března 2021 v utkání proti Lvovu, které skončilo venkovní prohrou 2:3.

### Fulham
Dne 13. dubna bylo oznámeno, že podepíše smlouvu s anglickým klubem Fulham na pět let, tedy do roku 2027; hrát bude od nadcházející sezóny Premier League, tedy od 1. července 2022. Byl podepsán ze svého předchozího ukrajinského klubu Šachtar Doněck v přestupové hodnotě 9 milionů eur, což byla v té době čtvrtá nejvyšší přestupová částka za izraelského fotbalistu.

## Reprezentační kariéra
Na mládežnické mezinárodní úrovni si připsal 29 startů a dva góly za Izrael, a to od svého debutu v mládežnických výběrech do 16 let až po ty do 21 let.
Ještě před dovršením 17 let – a ještě předtím, než se dostal do reprezentace do 21 let – byl 21. května 2017 povolán tehdejším hlavním trenérem Izraele Elišou Levym do seniorské reprezentace Izraele. Devatenáctiletý Salomon debutoval v seniorské izraelské reprezentaci 7. září 2018 v 71. minutě venkovního zápasu Ligy národů UEFA 2018/19 proti Albánii, který skončil prohrou jeho týmu 0:1.
Dne 18. listopadu 2020 vstřelil gól v prvním poločase zápasu Ligy národů UEFA proti Skotsku a zajistil svému týmu domácí výhru 1:0.
Dne 4. září 2021 vstřelil první gól proti Rakousku v zápase kvalifikace na Mistrovství světa 2022, který skončil domácí výhrou Izraele 5:2.

## Osobní život
Solomon se narodil a vyrůstal v izraelském městě Kfar Saba v rodině sefardského židovského původu. Jeho rodiče Ajala a Josi jsou učitelé tělesné výchovy. Sloužil jako voják v Izraelských obranných silách.
Je držitelem portugalského pasu.
Od roku 2018 je ve vztahu se svou izraelskou přítelkyní Danou Vošinou.

## Kariérní statistiky

### Klubové
Aktualizováno 23. prosince 2021
| Klub                | Sezóna         | Liga           | Liga   | Liga | Pohár  | Pohár | Ligový pohár | Ligový pohár | Kontinentální | Kontinentální | Ostatní | Ostatní | Celkem | Celkem |
| Klub                | Sezóna         | Soutěž         | Zápasy | Góly | Zápasy | Góly  | Zápasy       | Góly         | Zápasy        | Góly          | Zápasy  | Góly    | Zápasy | Góly   |
| ------------------- | -------------- | -------------- | ------ | ---- | ------ | ----- | ------------ | ------------ | ------------- | ------------- | ------- | ------- | ------ | ------ |
| Maccabi Petah Tikva | 2016/17        | Ligat ha'Al    | 23     | 2    | 4      | 0     | 0            | 0            | –             | –             | –       | –       | 27     | 2      |
| Maccabi Petah Tikva | 2017/18        | Ligat ha'Al    | 33     | 4    | 1      | 0     | 4            | 0            | –             | –             | –       | –       | 38     | 4      |
| Maccabi Petah Tikva | 2018/19        | Ligat ha'Al    | 12     | 2    | 1      | 0     | 5            | 2            | –             | –             | –       | –       | 18     | 4      |
| Maccabi Petah Tikva | Celkem         | Celkem         | 68     | 8    | 6      | 0     | 9            | 2            | –             | –             | –       | –       | 83     | 10     |
| Šachtar Doněck      | 2018/19        | Premjer-liha   | 11     | 0    | 3      | 1     | –            | –            | 2             | 0             | 0       | 0       | 16     | 1      |
| Šachtar Doněck      | 2019/20        | Premjer-liha   | 20     | 3    | 0      | 0     | –            | –            | 8             | 3             | 1       | 0       | 29     | 6      |
| Šachtar Doněck      | 2020/21        | Premjer-liha   | 23     | 9    | 1      | 0     | –            | –            | 10            | 2             | 1       | 0       | 35     | 11     |
| Šachtar Doněck      | 2021/22        | Premjer-liha   | 16     | 4    | 1      | 0     | –            | –            | 8             | 0             | 1       | 0       | 26     | 4      |
| Šachtar Doněck      | Celkem         | Celkem         | 70     | 16   | 5      | 1     | –            | –            | 28            | 5             | 3       | 0       | 106    | 22     |
| Kariéra celkem      | Kariéra celkem | Kariéra celkem | 138    | 24   | 11     | 1     | 9            | 2            | 28            | 5             | 3       | 0       | 189    | 32     |

### Národní tým
Aktualizováno 13. června 2022
| Izrael | Izrael | Izrael |
| Rok    | Zápasy | Góly   |
| ------ | ------ | ------ |
| 2018   | 2      | 0      |
| 2019   | 5      | 0      |
| 2020   | 7      | 1      |
| 2021   | 12     | 3      |
| 2022   | 5      | 2      |
| Celkem | 31     | 6      |

#### Reprezentační góly
V tabulce je na prvním místě uveden počet gólů Izraele.
| #  | Datum             | Místo                                      | Soupeř     | Skóre | Výsledek | Soutěž                                           |
| -- | ----------------- | ------------------------------------------ | ---------- | ----- | -------- | ------------------------------------------------ |
| 1. | 18. listopad 2020 | Stadion Netanja, Netanja, Izrael           | Skotsko    | 1:0   | 1:0      | Liga národů UEFA 2020/21                         |
| 2. | 31. březen 2021   | Stadionul Zimbru, Kišiněv, Moldavsko       | Moldavsko  | 2:1   | 4:1      | Kvalifikace na Mistrovství světa ve fotbale 2022 |
| 3. | 5. červen 2021    | Stadion Pod Goricom, Podgorica, Černá Hora | Černá Hora | 2:0   | 3:1      | přátelské utkání                                 |
| 4. | 4. září 2021      | Stadion Samiho Ofera, Haifa, Izrael        | Rakousko   | 1:0   | 5:2      | Kvalifikace na Mistrovství světa ve fotbale 2022 |

## Úspěchy

### Klub

#### Šachtar Doněck
- Premjer-liha: 2018/19, 2019/20
- Ukrajinský pohár: 2018/19
- Ukrajinský Superpohár: 2021